# Tolomei (famiglia)
I Tolomei furono un'antica e illustre famiglia senese, che una compiacente genealogia volle collegare all'omonima dinastia dei sovrani dell'antico Egitto, alcuni esponenti della quale sarebbero giunti in Toscana durante il regno di Carlo Magno.

## Origine mitica

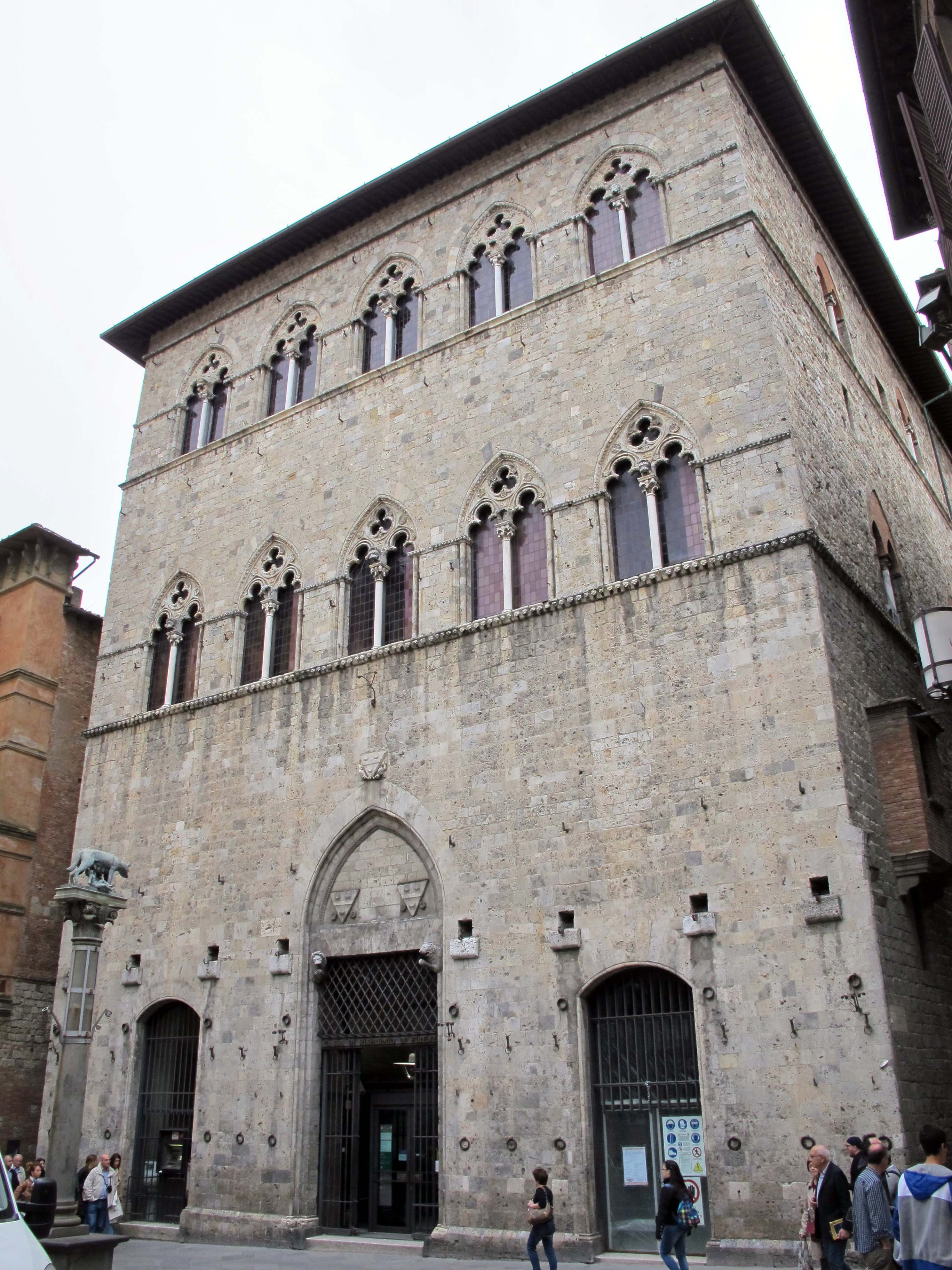
palazzo Tolomei a Siena

Si fanno risalire le origini della famiglia alla dinastia tolemaica, discendente dei Dardanidi e della famiglia reale macedone degli Argeadi, divenuta in seguito dei Lagidi. Il mitizzare le proprie ascendenze era piuttosto comune a molte nobili prosapie.
La tradizione vuole, infatti, che, dall'unione di Gaio Giulio Cesare con Cleopatra VII regina d'Egitto, nacque Tolomeo XV, detto Cesarione, unico figlio maschio del condottiero, presunto erede al trono imperiale romano. Dopo la morte di Cesare il ragazzo venne portato davanti al Senato romano da Marco Antonio, fedele generale, che lo presentò come successore in linea diretta della Gens Iulia (prestigiosa stirpe artefice consuetudinariamente della fondazione di Roma, avente diritto al trono imperiale).
Il Senato, però, non riconoscendo l'unione di Cesare con la regina Cleopatra, indicò Ottaviano, nipote di Cesare e figlio adottivo, come pretendente legittimo.
Ottaviano, poi, per paura di una vendetta di Cesarione in età adulta, lo fece condannare a morte. Un discendente dei reali d'Egitto sarebbe dunque approdato nella penisola e avrebbe continuato la stirpe.

## Storia
Il primo appartenente alla progenie di cui si hanno notizie documentate è Baldistricca Tolomei nel 1121. Nel XII secolo un discendente di costui, vissuto ai tempi del papa Gregorio I, denominato Baroni Alemanni, inaugurò poi in Siena il casato dei Tolomei.
I Tolomei erano dunque una ricchissima famiglia di mercanti, residente a Siena. Il loro Palazzo fu eretto a Siena nel 1205, di particolare risalto architettonico. In seguito alle tormentate vicende politiche della repubblica di Siena, nelle quali la dinastia era assai attiva, alcuni rappresentanti dei Tolomei furono esiliati dalla città, e questo favorì la nascita di talune linee collaterali in altre regioni. Furono titolari di numerosi feudi in Toscana.
Il ramo principale si trasferì a Roma per volere di Innocenzo VI: Raimondo Tolomei nel 1358 fu posto a capo del Senato.
I Tolomei fissarono la propria dimora romana nel rione Trastevere, dove ancora si può ammirare lo stemma affisso sulla torre, sita in via dell'Arco dei Tolomei, inglobata nella sede del Centro Ebraico Italiano "Pitigliani".
Acquistarono nel 1503 dai Colonna il feudo di Patrica, con i territori dei liberi comuni di Collepardo, Guarcino, Vico nel Lazio, fino alle alture di Anticoli di Campagna; furono realizzati il castello di Collepardo, con portale del 1606, voluto da Claudio Tolomei, ed il palazzo di Vico nel Lazio.
Occuparono cariche amministrative, giurisdizionali e clericali nei loro possedimenti. Da ricordare il conte Massimino Tolomei, notaio in Guarcino. 
Vi appartennero altresì Pia de' Tolomei, ricordata da Dante nel Canto V del Purgatorio, e il letterato Claudio Tolomei.
Nel Trecento due rami della schiatta senese fiorirono a Perugia fino al XVIII secolo: i Tolomei della Stella e i Tolomei di porta Santa Susanna: di questi fece parte Scipione Tolomei (1553-1630), scrittore politico e segretario di corte dei della Corgna, marchesi di Castiglione del Lago.
A Ferrara, nel XIV secolo, visse la linea dei Tolomei dell'Assassino: Stella, figlia di Giovanni e amante di Niccolò III d'Este, fu madre di Ugo e dei marchesi Leonello e Borso.
Nel 1410, un ramo della famiglia si trasferì nel Regno di Napoli, in Terra di Bari, dove possedette il feudo di Santeramo in Colle, e da lì in Terra d'Otranto, dove fu feudatario delle città di Racale, Alliste e Felline. Tale ramo si estinse sul finire del XVI secolo.
Il ramo di Pistoia si è estinto con la morte della contessa Sofia Manni, vedova del conte Filippo Tolomei.
Oggi sopravvivono i rami di Roma, Collepardo, Firenze e Cagliari
Un sepolcro gentilizio dei Tolomei senesi si trova nel chiostro della basilica di San Francesco, in cui furono tumulati anche i diciotto cittadini trucidati dagli antagonisti Salimbeni.